# Овча могила
О̀вча могѝла е село в Северна България, община Свищов, област Велико Търново.

## География

### Местоположение
Село Овча могила се намира в средната част на Дунавската хълмиста равнина, в южната част на община Свищов, на около 21 km югозападно от град Свищов, 13 km североизточно от град Левски и 48 km северозападно от областния център град Велико Търново. В близост до него са селата: Морава – на около 4 km западно, Драгомирово – на около 7 km северно, Горна Студена – на около 7 km източно и Червена – на около 6 km южно. Селото е в зона с умерено континентален климат при средногодишна температура на въздуха около 12 градуса.

### Топография
Южно от Овча могила минава в направление запад – изток първокласен републикански път – част от Европейски път Е83, водещ на запад през Българене и Обнова за Плевен, а на изток – покрай Горна Студена и през Масларево и Пейчиново към връзка с Европейски път Е85. Идващият от юг откъм село Червена общински път пресича първокласния, на около километър северно от кръстовището навлиза в западната част на Овча могила, в чиито граници е улица, и продължава на север към Драгомирово. Общински път на запад свързва Овча могила и със село Морава.
Село Овча могила е разположено върху предимно равен терен в обширната долина на река Барата, която навлиза в него откъм юг при надморска височина около 80 m и излиза на север при около 65 m (среден наклон по течението ѝ по-малък от 0,5%). Надморската височина в центъра е около 83 m и нараства на запад и изток в южната част на селото до около 100 m.
В селото има находище на минерална вода.

### Население
Населението на село Овча могила, наброяващо 3400 души към 1934 г., нараства до 3731 към 1946 г., след което постоянно намалява – рязко с около 500 души към 1956 г. и почти непроменено към 1965 г. (3220), и относително по-бавно и постепенно до 1270 души към 2018 г.
При преброяването на населението към 1 февруари 2011 г., от обща численост 1529 души, за 1322 е посочена принадлежност към „българска“ етническа група, за 56 – към „турска“ и за 55 – към „ромска“. 

## История
Най-ранните писмени източници за съществуването на селото датират няколко десетилетия преди Чипровското въстание – 1688 г., и непосредствено след него.
По традиция наследяващите се поколения си предават сведения от народната памет. Според тях селските обиталища са изградени на днешното му разположение след голяма чумна епидемия. Около могилата имало кошари, при които нямало чума, овчарите и семействата им останали читави. Поради това оцелелите жители на околностите, дето забегнали да търсят спасение, изоставили къщите си и се установили трайно, завинаги около могилата.

### Църква
Църквата „Света Троица“ в село Овча Могила е построена през 1864 г. и осветена през 1878 г.
Църковно настоятелство при църквата „Света Троица“ има през периода 1924 – 1953 г.

### Образование
През 1929 г. е открито първоначалното училище „Паисий Хилендарски“, действало до 1957 г.
Основно училище „Кирил и Методий“ е открито от 1916 г. като прогимназия, а от 1935 г. е основно училище.
През 1899 г. в Овча могила е основано читалище „Съзнателност“. През 1969 г. е завършен модерен читалищен дом с театрален салон с 500 места, съвременна сцена и гримьорни. В същата сграда е разположена и библиотеката, която разполага със солидна материална база и разнообразна литература.

### Кооперация „Пробив“
Производителната земеделско-стопанска кооперация „Пробив“ – с. Овча могила е учредена на 3 ноември 1940 г. с цел да обедини земеделските стопани и организира задружното обработване и стопанисване на собствените и наети земи. За издръжка използва собствени средства от дялов капитал, членски внос, кредити от БЗКБ, безсрочни влогове, субсидии и дарения. Започнала своята дейност като едноотраслова, кооперацията бързо се разраства. Наред със зърнопроизводството бързо се развива и животновъдството с всичките му отрасли. През 1944 г. кооперативът разполага с 5 ha стопански двор, гараж, коларо-железарска работилница, овчарник, свинарник, кухня и трапезария за работниците, а също така с трактор, жетварка, редосеялки, сноповързачки и други. След 9 септември 1944 г. прераства в ТКЗС „Пробив“ – с. Овча могила, което през 1958 г. влиза в състава на обединено ТКЗС (ОТКЗС) „Пробив“ – с. Овча могила, ликвидирано през 1994 г.

### Санаторно – курортен комплекс
През 70-те години на 20 век по време на сондажи за полезни изкопаеми, в Овча могила случайно е открит изворът с лечебна минерална вода. По своя характер тя е хипертермална, извира с температура 45 градуса. Водата е умерено минерализирана, съдържа 4 грама минерални вещества на литър. По своя химичен състав тя е най-близка до тази в Павел баня. Има силно лечебно действие за много заболявания. 
Въз основа на наличието на минерална вода, от 1975 г. в Овча могила действа Санаторно – курортен комплекс. Първоначално балнеосанаториум, от 2002 г. той е филиал на „Специализирани болници за рехабилитация, национален комплекс“ ЕАД – София.

## Население
Преброяване на населението през 2011 г.
Численост и дял на етническите групи според преброяването на населението през 2011 г.:
|                     | Численост | Дял (в %) |
| Общо                | 1529      | 100,00    |
| Българи             | 1322      | 86,46     |
| Турци               | 56        | 3,66      |
| Цигани              | 55        | 3,59      |
| Други               | 3         | 0,19      |
| Не се самоопределят | 6         | 0,39      |
| Неотговорили        | 87        | 5,68      |

## Обществени институции
Село Овча могила към 2019 г. е център на кметство Овча могила.
Читалище „Съзнателност -1899“ към 2019 г. е действащо, регистрирано е под № 2260 в Министерство на културата на Република България. 
Основно училище „Св. св. Кирил и Методий“ в село Овча могила към 2019 г. е действащо, с общинско финансиране.
В село Овча могила към 2019 г. действа Целодневна детска Градина „Радост“ с общинско финансиране.
Църквата „Света Троица“ е православна, действаща само на големи религиозни празници.
В Овча могила има пощенска станция. 
В Овча могила работи Клуб на пенсионера „Минерал“ с над 120 члена, с фолклорна група за обичаи, певческа фолклорна група, интернет клуб. 

## Забележителности
- Балнеоложки санаториумно-курортен комплекс „СБР-НК“ ЕАД гр. София, филиал с. Овча могила.
- Минерален извор с лечебни свойства (опорно-двигателен апарат и др).

## Личности
Родени
- Сава Дълбоков (1919 – 2017) – политик от БКП

## Тодоровден
Дълги години в Овча могила е имало конна база. В нея са се отглеждали състезателни коне, които са участвали в много състезания в страната. В селото е провеждано републиканско първенство по конен спорт в края на 60-те години на миналия век. Някои хора в селото още помнят невероятната кобила с име Ледена, която в тандем с ездача Ганчо Николов е обирала овациите на публиката. Същата кобила участва във филма „Иван Кондарев“, яздена от Стефан Данаилов. Освен календарните състезания, конете ежегодно са участвали и в кушията, която се провежда на Тодоровден, а така също и в заснемането на филма „Хан Аспарух“ с ездачите си.

## Спорт
ФК „Пробив – 2015“